# Caupolicana
Caupolicana is een geslacht van vliesvleugelige insecten uit de familie Colletidae.

## Soorten
- C. adusta Friese, 1899
- C. albiventris Friese, 1904
- C. bicolor Friese, 1899
- C. curvipes Friese, 1898
- C. dimidiata Herbst, 1917
- C. egregia Friese, 1906
- C. electa (Cresson, 1878)
- C. evansi Vergara & Michener, 2004
- C. floridana Michener & Deyrup, 2004
- C. friesei Jörgensen, 1909
- C. fulvicollis Spinola, 1851
- C. funebris Smith, 1879
- C. gaullei Vachal, 1901
- C. gayi Spinola, 1851
- C. hirsuta Spinola, 1851
- C. lugubris Smith, 1879
- C. mendocina Jörgensen, 1909
- C. mystica Schrottky, 1902
- C. nigrescens (Cresson, 1869)
- C. nigriventris Friese, 1904
- C. niveofasciata Friese, 1898
- C. notabilis (Smith, 1861)
- C. ocellata Michener, 1966
- C. ochracea (Friese, 1906)
- C. peruviana Friese, 1900

- C. piurensis Cockerell, 1911
- C. pubescens Smith, 1879
- C. quadrifasciata Friese, 1898
- C. ruficollis Friese, 1906
- C. smithiana Friese, 1908
- C. specca Snelling, 1975
- C. steinbachi Friese, 1906
- C. subaurata (Cresson, 1869)
- C. vestita (Smith, 1879)
- C. weyrauchi Moure, 1953
- C. wilsoni Reed, 1947
- C. yarrowi (Cresson, 1875)